# Over Soul
《Over Soul》為林原惠第26張單曲，於2001年8月29日發行。由King Records發行、販賣（KICM-3016/KICM-3017）。

## 概要
- 東京電視台播放的電視動畫《通靈王》的主題曲，歌詞以該作品為中心主題寫成。並且《Over Soul》為作品用語之一。
- 為前作《unsteady》以來睽違10個月的單曲，也是進入21世紀後最初的單曲。Oricon排行榜中的最高名次為第7名位，登場次數雖為7次，累積銷售量卻比過去自我最高紀錄作品《Northern lights》還要高，2000年代發行的林原惠單曲中賣得最多的單曲。
- 林原的單曲大多搭配神坂一的作品（《秀逗魔導士》、《失落的宇宙》等），但和神坂一的作品沒有關聯的歌卻是賣得最好的作品。
- 從本作以後的作品全為雙A面單曲。
- 本作以林原惠及《通靈王》的登場人物－恐山安娜兩種版本的CD封面發行。

## 收錄曲
1. Over Soul [3:54]
  - 作詞：MEGUMI、作曲・編曲：高橋剛
  - 東京電視台系列電視動畫『通靈王』前期片頭曲
2. trust you [3:27]
  - 作詞：MEGUMI、作曲・編曲：高橋剛
  - 東京電視台系列電視動畫『通靈王』前期片尾曲
3. Over Soul -instrumental-
4. trust you -instrumental-

## 收錄專輯
1. Over Soul
『feel well』
2. trust you
『feel well』（收錄2002 New Arrange Version）『Plain』

## 關連項目
- brave heart
- Northern lights